# Sotol

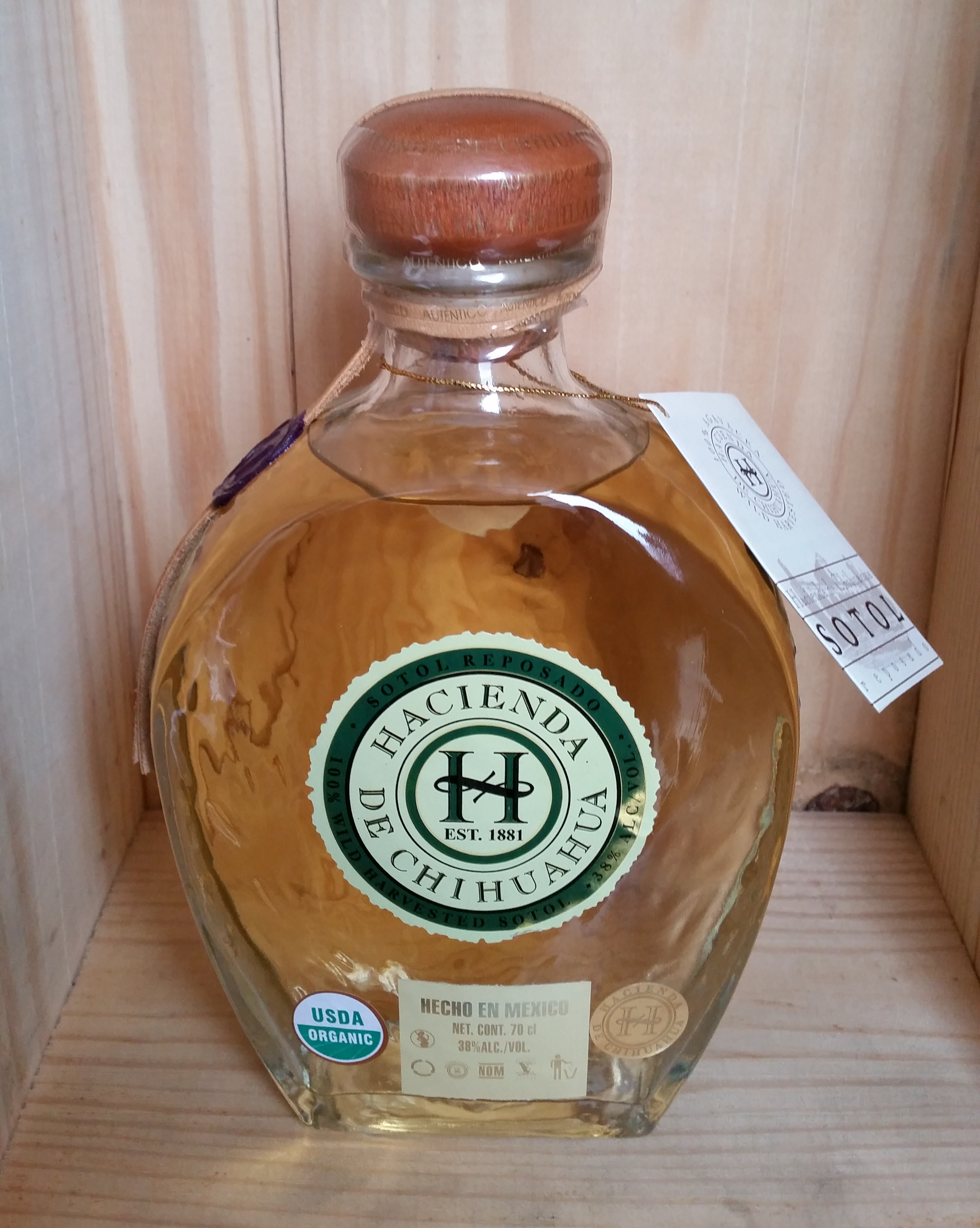
Sotol Reposado 100% Wildgeerntete Agavacea, Hacienda de Chihuahua 38% 70cl"

Sotol ist eine Spirituose aus Mexiko, in Geschmack und Herstellung vergleichbar mit dem bekannteren Tequila.
Sotol gilt als Nationalgetränk von Chihuahua, dem größten Staat von Mexiko und darf nur in den Staaten Chihuahua, Coahuila und Durango produziert werden. Sotol wird nicht aus Agaven gebrannt (wie es bei Tequila der Fall ist), sondern aus Dasylirien und hat seinen Namen von der Dasylirion wheeleri (Rauschopf, im engl. auch Dessert spoon, span. Sotol oder Sereque). Im Geschmack variiert Sotol nach verwendeten Dasylirien und ist vergleichbar mit Tequila, gehört aber nicht zu der Familie des Mezcal. Wie beim Tequila gibt es die folgenden Kategorien:
- Blanco: klarer, transparenter Sotol. Nach der Destillation unmittelbar in Flaschen abgefüllt.
- Reposado: Sotol der mindestens zwei Monate in Eichenholz-Behältern geruht hat.
- Añejo: Sotol der mindestens ein Jahr in Eichenholz-Behältern lagert.

Dasylirien sind wild wachsende Pflanzen und das Verbreitungsgebiet erstreckt sich von Süd Arizona bis nach Mexiko. Bei der Ernte werden die Blätter geschnitten und der Kern wird gestochen. Die Kernstücke (piña = Ananas) werden in Öfen  bei 100 Grad bis zu 72 Stunden erhitzt oder in Autoklaven unter Druck für etwa 12 Stunden, bis sie weich sind. Dadurch wird der Zucker in Einfachzucker umgewandelt. Danach kühlen die Herzen ab und werden zerkleinert. Nach dem Zerkleinern wird das „Aguamiel“ (Honigwasser) heraus gepresst und ungefähr drei Tage unter Zugabe von Hefe fermentiert, bis sich ein milchig weißer Brei mit bitterem oder saurem Geschmack bildet. Diese „Brühe“ wird passiert und zweifach destilliert. Sotol, der ein Jahr in Fässern lagert und damit zum Añejo reift, wird dreimal destilliert. Das Destillat wird mit Wasser auf Alc. 38 %–40 % vol. verdünnt. Danach wird der Blanco in Flaschen abgefüllt oder in Eichenfässern zum Reposado und Añejo gereift.